# Batagur baska
Batagur baska é uma espécie de réptil criticamente ameaçada de extinção da família Geoemydidae.

## Distribuição geográfica e habitat
A espécie está distribuída do Sundarbans (estuário dos rios Ganges e Bramaputra na Índia e Bangladesh) à leste até os estuários dos rios Irrawaddy e Bago, e possivelmente até os rios Thanlwin e Sittaung, em Mianmar.